# Кондиционирање воде за пиће мешањем
Кондиционирање воде за пиће мешањем један је од поступака у производњи воде за пиће који се обавља применом одговарајућих операција и процеса, у циљу поправке квалитета сирове воде са изворишта намењене за пиће. Процес мешања воде заснован је на физичким, хемијским и биолошким дејствима, којима се постиже уклањање непожељних састојака из сирове воде.

## Основне информације
Мешање је операција која се у постројењима за кондиционирање воде примењује у циљу:
- равномерног распореда додате хемикалије по целокупној запремини воде на месту додавања, уношења у систем енергије неопходне за дестабилизацију и флокулацију,
- да се убрза растварање, суспендовање или разблаживање хемикалија при прављењу раствора или суспензија.[1]

Кондиционирање воде за пиће мешањем које се примењује у процесу коагулације и флокулације остварује се хидрауличким губитком или механичким путем, а интензитет мешања изражава се преко градијента брзине (G) који је изведен из примењеног рада у јединици времена и јединици запремине и при датом вискозитету.

## Циљеви
Кондиционирање воде за пиће мешањем обавља се у постројењима за кондиционирање воде у циљу:
- уношења у систем енергије неопходне за дестабилизацију и флокулацију,
- убрзавања растварања, суспендовања или разблаживања хемикалија при прављењу раствора или суспензија.
- равномерног распореда додате хемикалије по целокупној запремини воде на месту додавања,

## Методе
Мешање воде којим се постиже потребан ефекат за одређено време, као и потребан смер кретања воде, остварује се на један од следећих начина:
- кружењем воде,
- дисперзијом гаса,
- млазницама и ињекторима,
- хидрауличким губитком оствареним сужењима, праговима и денивелацијом,
- механичким мешањем елисама, лопатицама или турбинама.